# Zhao Lingxi
Zhao Lingxi (chiń. 赵灵熙; pinyin Zhào Língxī; ur. 7 stycznia 2000 w Tiencinie) – chiński tenisista, zwycięzca juniorskiego Australian Open 2017 w grze podwójnej.

## Kariera tenisowa
W 2017 roku, startując w parze z Hsu Yu-hsiou zwyciężył w juniorskim Australian Open w grze podwójnej. W meczu finałowym chińsko-tajwański debel pokonał Finna Reynoldsa i Duarte Vale'a.
W rankingu gry pojedynczej najwyżej był na 1087. miejscu (27 sierpnia 2018), a w klasyfikacji gry podwójnej na 1950. pozycji (12 sierpnia 2019).

### Finały juniorskich turniejów wielkoszlemowych w grze podwójnej (1–0)
| Końcowy wynik | Nr | Data             | Turniej                    | Nawierzchnia | Partner      | Przeciwnicy               | Wynik finału      |
| ------------- | -- | ---------------- | -------------------------- | ------------ | ------------ | ------------------------- | ----------------- |
| Zwycięzca     | 1. | 27 stycznia 2017 | Australian Open, Melbourne | Twarda       | Hsu Yu-hsiou | Finn Reynolds Duarte Vale | 6:7(8), 6:4, 10−5 |